# Xiaomi 13T
Xiaomi 13T та Xiaomi 13T Pro — смартфони, розроблені компанією Xiaomi, що позиціонувалися як камерафони і були представлені 26 вересня 2023 року. Основними відмінностями між моделями є процесор, потужність заряджання та конфігурації і тип пам'ятті.
14 серпня 2023 року в Китаї разом із Xiaomi MIX Fold 3 був представлений Redmi K60 Ultra, що в основному відрізняється від Xiaomi 13T Pro одним із кольорових варіантів, простішим набором тилових камер та більшою кількістю оперативної пам'яті в максимальній конфігурації.

## Дизайн

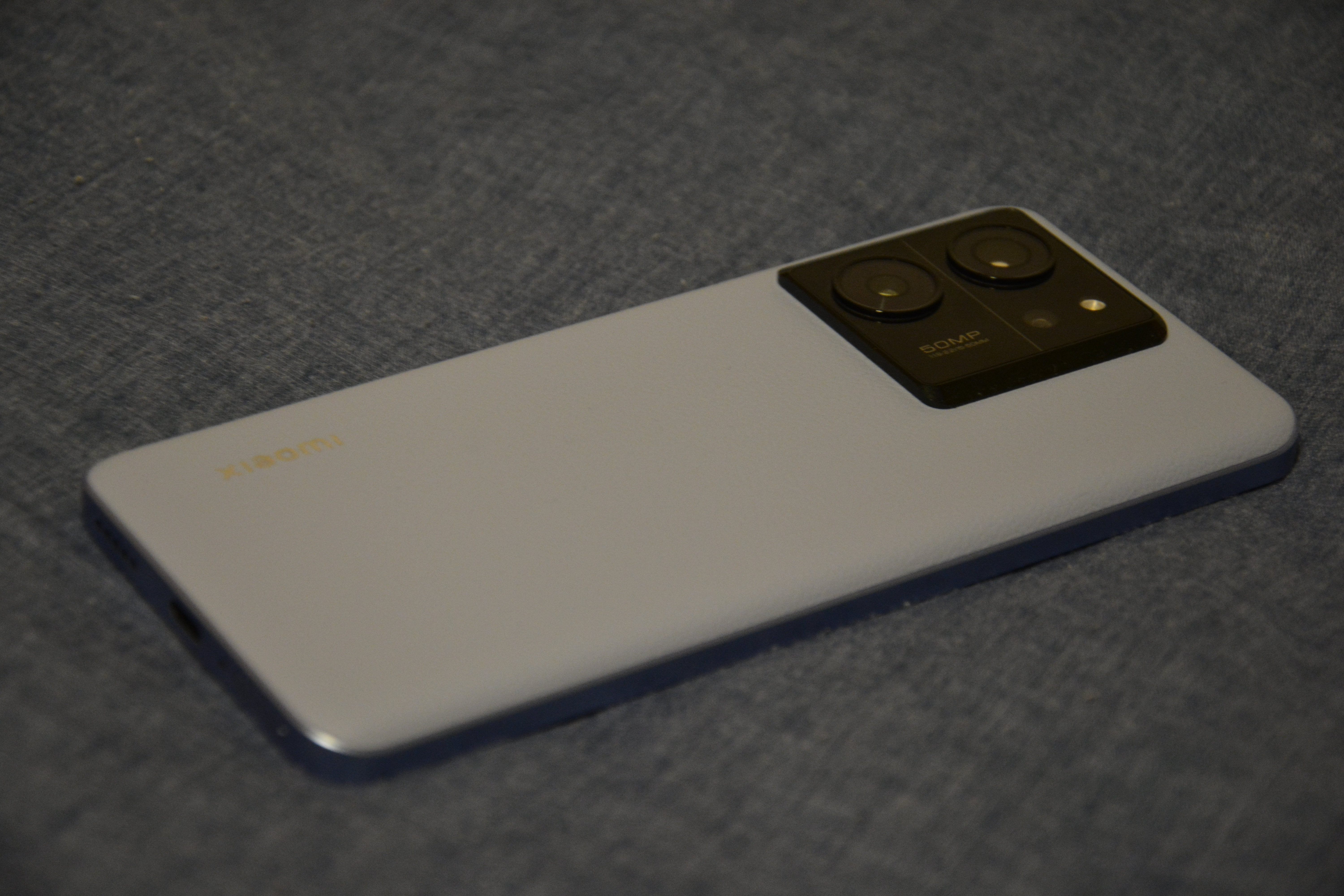
Задня панель Xiaomi 13T без оптики Leica в кольорі Alpine Blue

Передня панель виконана зі скла Corning Gorilla Glass 5, а задня панель — зі скла або силікон-полімеру у варіанті Alpine Blue Xiaomi 13T та Xiaomi 13T Pro і тільки зі скла в Redmi K60 Ultra. Рамка виконана з пластику. Також смартфони мають захист від води та пилу по стандарту IP68.
Знизу розміщені слот під 2 SIM-картки, мікрофон, роз'єм USB-C та динамік, зверху — другий динамік, ІЧ-порт та два додаткові мікрофони, а справа — гойдалка регулювання гучності та кнопка блокування. Ззаду розташований острівець потрійної камери, що за формою схожий до острівця камери інших смартфонів лінійки Redmi K60 і має роздільну лінію як в смартфонах лінійки Xiaomi 13, з LED-спалахом і сенсором колірної температури та логотип.
Смартфони були доступні в наступних кольорах:
| Xiaomi 13T/Pro | Xiaomi 13T/Pro | Redmi K60 Ultra | Redmi K60 Ultra |
| Колір          | Назва          | Колір           | Назва           |
| -------------- | -------------- | --------------- | --------------- |
|                | Чорний         |                 | Ink Feather     |
|                | Meadow Green   |                 | Зелений         |
|                | Alpine Blue    |                 | Clear Snow      |

## Технічні характеристики

### Апаратне забезпечення

#### Платформа
Xiaomi 13T отримав систему на кристалі MediaTek Dimensity 8200 Ultra з графічним процесором Mali-G610 MC6, а Xiaomi 13T Pro та Redmi K60 Ultra — Dimensity 9200+ з Immortalis-G715 MC11.

#### Батарея
Батарея отримала об'єм 5000 мА·год. Xiaomi 13T має підтримку швидкої зарядки потужністю до 67 Вт, а Xiaomi 13T Pro та Redmi K60 Ultra — до 120 Вт.

#### Камера
Смартфони отримали основну потрійну камеру. В лінійки Xiaomi 13T набір основних камер включає ширококутний об'єктив на 50 Мп з діафрагмою f/1.9, фазовим автофокусом та оптичною стабілізацією зображення, телеоб'єктив на 50 Мп з діафрагмою f/1.9, 2-кратним оптичним зумом і фазовим автофокусом та надширококутний об'єктив на 12 Мп з діафрагмою f/2.2, а в Redmi K60 Ultra — ширококутний об'єктив Sony IMX800 на 50 Мп з діафрагмою f/1.7, фазовим автофокусом та оптичною стабілізацією зображення, надширококутний об'єктив на 8 Мп з кутом огляду 119° та макрооб'єктив на 2 Мп з діафрагмою f/2.4. Основна камера Xiaomi 13T вміє записувати відео в роздільній здатності 4K@30fps, а Xiaomi 13T Pro та Redmi K60 Ultra — 8K@24fps.
Також в камерах Xiaomi 13T та Xiaomi 13T Pro, залежно від регіону, може використовуватися оптика Leica Vario-Summicron 1:1.9-2.2/15-50 mm ASPH.
Всі три моделі отримали ширококутну фронтальну камеру на 20 Мп з діафрагмою f/2.2 і можливістю запису відео в роздільній здатності 1080p@30fps.

#### Екран
Всі три моделі отримали 6,67-дюймовий екран типу AMOLED з роздільною здатністю 2712 × 1220, щільністю пікселів 446 ppi, співвідношенням сторін 20:9, підтримкою частоти оновлення 144 Гц, Dolby Vision, HDR10+, круглим вирізом під фронтальну камеру, розташованим в центрі, та вбудованим під нього оптичним сканером відбитків пальців.

#### Звук
Смартфони отримали стереодинаміки, розташовані на верхньому та нижньому торцях. Також присутня підтримка Dolby Atmos.

#### Пам'ять
Xiaomi 13T був доступний в конфігураціях 8 ГБ/256 ГБ та 12 ГБ/256 ГБ, Xiaomi 13T Pro — 12 ГБ/256 ГБ, 12 ГБ/512 ГБ та 16 ГБ/1 ТБ, а Redmi K60 Ultra — 12 ГБ/256 ГБ, 16 ГБ/256 ГБ, 16 ГБ/512 ГБ, 16 ГБ/1 ТБ та 24 ГБ/1 ТБ. Xiaomi 13T використовує оперативну пам'ять типу LPDDR5 і пам'ять постійного зберігання типу UFS 3.1, а Xiaomi 13T Pro та Redmi K60 Ultra — LPDDR5X і UFS 4.0 відповідно.

### Програмне забезпечення
Смартфони були випущені з MIUI 14 на базі Android 13 і пізніше були оновлені до Xiaomi HyperOS 2 на базі Android 15. Смартфони отримають 4 оновлення Android і 5 років оновлення системи безпеки.